# Diêm Thủy

Vị trí tại Đài Nam

Diêm Thủy (tiếng Trung: 鹽水區; bính âm Hán ngữ: Yánshuǐ Qū; bính âm thông dụng: Yánshuěi Cyu) là một khu (quận) của thành phố Đài Nam, Trung Hoa Dân Quốc (Đài Loan). Quận có địa hình bằng phẳng, không có núi hay đồi. Diêm Thủy có diện tích 52,2455 km², dân số vào tháng 8 năm 2011 đạt 26.939 người thuộc 9.983 hộ gia đình, mật độ cư trú đạt 515,6 người/km².